# Терпин (Оклахома)
Терпин (енгл. Turpin) насељено је место без административног статуса у америчкој савезној држави Оклахома.

## Демографија
По попису из 2010. године број становника је 467.
| Група             | 2000.    | 2010.       |
| Белци             | 0 (0,0%) | 341 (73,0%) |
| Афроамериканци    | 0 (0,0%) | 8 (1,7%)    |
| Азијати           | 0 (0,0%) | 0 (0,0%)    |
| Хиспаноамериканци | 0 (0,0%) | 108 (23,1%) |
| Укупно            | 0        | 467         |